# Henrietta Rose-Innes
Henrietta Rose-Innes, född 14 september 1971, är en sydafrikansk författare av romaner och noveller.

## Biografi
Rose-Innes har varit litteraturstipendiat vid Akademie Schloss Solitude i Stuttgart (2007-2008) och har haft en plats på Rockefeller Foundations Bellagio Center Chateau de Lavigny, Lausanne. Hon har också varit verksam vid Georgetown University, University of Cape Towns centrum för kreativt skrivande, Caldera Arts Center, Oregon och Hawthornden Castles Authors Retreat, Skottland. 
Rose-Innes är en av 2012 års Gordonstipendiater vid Gordon Institute for Creative Performing Arts (GIPCA), University of Cape Town. Hon arbetar för närvarande med en doktorsexamen i kreativt skrivande vid University of East Anglia.
Rose-Innes vann 2008 Caine Prize för afrikanskt författarskap för sin spekulativa Poison. Hennes roman Nineve var nominerades för Sunday Times Literary Awards för skönlitteratur och M-Net Literary Awards 2012. I september samma år tilldelades hennes berättelse Sanctuary andra plats i 2012 års BBC International Short Story Award.

### Romaner
- Green Lion (2015
- Nineveh (2011)
- The Rock Alphabet (2004)
- Shark's Egg (2000)

### Noveller
- Homing (2010) (samling)

Andra korta stycken har förekommit i en rad internationella publikationer, såsom The Best American Nonrequired Reading (2011), The Granta Book of the African Short Story (2011).

## Utmärkelser
- Novellen Sanctuary tilldelades andra plats i BBC International Short Story Award,
- Nineveh nominerades för 2012 för Sunday Times Prize for Fiction och M-Net Literary Awards,
- Vinnare av 2008 års Caine Prize for African Writing för Poison,
- Vinnare av 2007 års Southern African PEN novellpris,
- Nominerad till 2007 års Caine Prize,
- Nominerad till M-Net Literary Award för Shark's Egg,